# Abecedni popis agnotozoa: D

## Di

### Dicyemavon Kölliker, 1849
- Dicyema acciaccatum McConnaughey, 1949
- Dicyema acheroni McConnaughey, 1949
- Dicyema acuticephalum Nouvel, 1947
- Dicyema aegira McConnaughey & Kritzler, 1952
- Dicyema akashiense Furuya, 2005
- Dicyema apalachiensis Short, 1962
- Dicyema apollyoni Nouvel, 1947
- Dicyema australis Penchaszadeh, 1969
- Dicyema awajiense Furuya, 2005
- Dicyema balanocephalum Furuya, 2006
- Dicyema banyulensis Furuya & Hochberg, 1999
- Dicyema benedeni Furuya & Hochberg, 1999
- Dicyema benthoctopi Hochberg & Short, 1970
- Dicyema bilobum Couch & Short, 1964
- Dicyema briarei Short, 1961
- Dicyema calamaroceum Catalano & Furuya, 2013
- Dicyema caudatum Bogolepova-Dobrokhotova, 1960
- Dicyema clavatum Furuya & Koshida, 1992
- Dicyema codonocephalum Hidetaka, 2008
- Dicyema coffinense Catalano, 2013
- Dicyema colurum Furuya, 1999
- Dicyema dolichocephalum Furuya, 1999
- Dicyema erythrum Furuya, 1999
- Dicyema furuyi Catalano, 2013
- Dicyema ganapatii Kalavati, Narasimhamurti & Suseela, 1984
- Dicyema guaycurense Castellanos-Martinez, Carmen Gomez, Hochberg, Gestal & Furuya, 2011
- Dicyema hadrum Furuya, 1999
- Dicyema helocephalum Furuya, 2005
- Dicyema hypercephalum Short, 1962
- Dicyema irinoense Furuya, 2005
- Dicyema japonicum Furuya & Tsuneki, 1992
- Dicyema knoxi Short, 1971
- Dicyema koinonum Catalano, 2013
- Dicyema koshidai Furuya & Tsuneki, 2005
- Dicyema leiocephalum Furuya, 2006
- Dicyema lycidoeceum Furuya, 1999
- Dicyema macrocephalum (Van Beneden, 1876)
- Dicyema madrasensis Kalavati, Narasimhamurti & Suseela, 1984
- Dicyema maorum Short, 1971
- Dicyema megalocephalum Nouvel, 1934
- Dicyema microcephalum Whitman, 1883
- Dicyema misakiense Nouvel & Nakao, 1938
- Dicyema monodi Nouvel, 1934
- Dicyema moschatum Whitman, 1883
- Dicyema multimegalum Catalano, 2013
- Dicyema nouveli Kalavati, Narasimhamurti & Suseela, 1984
- Dicyema octopusi Kalavati, Narasimhamurti & Suseela, 1984
- Dicyema oligomerum Bogolepova-Dobrokhotova, 1960
- Dicyema orientale Nouvel & Nakao, 1938
- Dicyema oxycephalum Furuya, 2009
- Dicyema papuceum Catalano, 2013
- Dicyema paradoxum von Kölliker, 1849
- Dicyema platycephalum Penchaszadeh, 1968
- Dicyema pyjamaceum Catalano & Furuya, 2013
- Dicyema rhadinum Furuya, 1999
- Dicyema robsonellae Short, 1971
- Dicyema rondeletiolae Nouvel, 1944
- Dicyema schulzianum (Van Beneden, 1876)
- Dicyema sepiellae Furuya, 2008
- Dicyema shimantoense Furuya, 2008
- Dicyema shorti Furuya, Damian & Hochberg, 2002
- Dicyema sphaerocephalum Furuya, 2005
- Dicyema sphyrocephalum Furuya, 1999
- Dicyema sullivani McConnaughey, 1949
- Dicyema tosaense Furuya, 2005
- Dicyema typoides Short, 1964
- Dicyema typus Van Beneden, 1876
- Dicyema vincentense Catalano, 2013
- Dicyema whitmani Furuya & Hochberg, 1999

Dicyemida → Rhombozoa → Dicyemidae

### DicyemenneaWhitman, 1883
- Dicyemennea abasi McConnaughey, 1949
- Dicyemennea abbreviata McConnaughey, 1949
- Dicyemennea abelis McConnaughey, 1949
- Dicyemennea abreida McConnaughey, 1957
- Dicyemennea adminicula (McConnaughey, 1949)
- Dicyemennea adscita McConnaughey, 1949
- Dicyemennea antarcticensis Short & Hochberg, 1970
- Dicyemennea bathybenthum Furuya & Hochberg, 2002
- Dicyemennea brevicephala McConnaughey, 1941
- Dicyemennea brevicephaloides Bogolepova-Dobrokhotova, 1962
- Dicyemennea californica McConnaughey, 1941
- Dicyemennea canadensis Furuya, Hochberg & Short, 2002
- Dicyemennea chukchiense Furuya, 2010
- Dicyemennea coromadelensis Kalavati, Narasimhamurti & Suseela, 1978
- Dicyemennea curta Bogolepova-Dobrokhotova, 1962
- Dicyemennea discocephalum Hochberg & Short, 1983
- Dicyemennea dogieli Bogolepova-Dobrokhotova, 1962
- Dicyemennea dorycephalum Furuya & Hochberg, 2002
- Dicyemennea eledones (Wagener, 1857)
- Dicyemennea eltanini Short & Powell, 1969
- Dicyemennea filiformis Bogolepova-Dobrokhotova, 1962
- Dicyemennea floscephalum Catalano, 2013
- Dicyemennea gracile (Wagener, 1857)
- Dicyemennea granularis McConnaughey, 1949
- Dicyemennea gyrinodes Furuya, 1999
- Dicyemennea kaikouriensis Short & Hochberg, 1969
- Dicyemennea lameerei Nouvel, 1932
- Dicyemennea littlei Short & Hochberg, 1970
- Dicyemennea longinucleata Bogolepova-Dobrokhotova, 1962
- Dicyemennea marplatensis (Penchaszadeh & Christiansen, 1970)
- Dicyemennea mastigoides Furuya, 1999
- Dicyemennea minabense Furuya, 1999
- Dicyemennea nouveli McConnaughey, 1959
- Dicyemennea ophioides Furuya, 1999
- Dicyemennea parva Hoffman, 1965
- Dicyemennea pileum Furuya, 2008
- Dicyemennea rossiae Bogolepova-Dobrokhotova, 1962
- Dicyemennea rostrata Short & Hochberg, 1969
- Dicyemennea ryukyuense Furuya, 2006
- Dicyemennea spencerense Catalano, 2013
- Dicyemennea trochocephalum Furuya, 1999
- Dicyemennea umbraculum Furuya, 2009

Dicyemida → Rhombozoa → Dicyemidae

### KoljenoDicyemidavan Beneden
- Razred: Rhombozoa

Animalia → Agnotozoa

### PorodicaDicyemidaevan Beneden, 1882
- Rodovi: Dicyema, Dicyemennea, Dicyemodeca, Dodecadicyema, Pleodicyema, Pseudicyema

Agnotozoa → Dicyemida → Rhombozoa

### Dicyemodeca(Wheeler, 1897) Bogolepova, 1957
- Dicyemodeca anthinocephalum Furuya, 1999
- Dicyemodeca deca (McConnaughey, 1957)
- Dicyemodeca dogieli Bogolepova, 1957

Dicyemida → Rhombozoa → Dicyemidae

## Do

### DodecadicyemaKalavati & Narasimhamurti, 1979
- Dodecadicyema loligoi Kalavati & Narasimhamurti, 1980

Dicyemida → Rhombozoa → Dicyemidae